# Campeonato Mundial de Natação em Piscina Curta de 2021 - 100 m borboleta masculino
A prova dos 100 metros nado borboleta masculino do Campeonato Mundial de Natação em Piscina Curta de 2021 foi disputado entre 17 e 18 de dezembro de 2021, na Etihad Arena, em Abu Dhabi, nos Emirados Árabes Unidos.

## Recordes
Antes desta competição, os recordes mundiais e do campeonato nesta prova eram os seguintes:
|                       | Nome           | Nacionalidade  | Tempo | Local     | Data                   |
| --------------------- | -------------- | -------------- | ----- | --------- | ---------------------- |
| Recorde mundial       | Caeleb Dressel | Estados Unidos | 47.78 | Budapeste | 21 de novembro de 2020 |
| Recorde do campeonato | Chad le Clos   | África do Sul  | 48.08 | Windsor   | 8 de dezembro de 2016  |

## Medalhistas
| Ouro                 | Prata              | Bronze         |
| Matteo Rivolta (ITA) | Chad le Clos (RSA) | Andrey Minakov |

## Resultados

### Eliminatórias
As eliminatórias ocorreram dia 17 de dezembro com um total de 83 nadadores.
| Colocação | Bateria | Raia | Nadador                | Nacionalidade              | Tempo   | Notas            |
| --------- | ------- | ---- | ---------------------- | -------------------------- | ------- | ---------------- |
| 1         | 7       | 1    | Noè Ponti              | Suíça                      | 49.49   | Q,               |
| 2         | 9       | 8    | Andrey Minakov         | Federação Russa de Natação | 49.60   | Q                |
| 3         | 6       | 6    | Youssef Ramadan        | Egito                      | 49.66   | Q,               |
| 4         | 7       | 4    | Matteo Rivolta         | Itália                     | 49.82   | Q                |
| 5         | 9       | 1    | Nyls Korstanje         | Países Baixos              | 49.97   | Q                |
| 6         | 6       | 4    | Joshua Liendo          | Canadá                     | 50.00   | Q,               |
| 7         | 7       | 3    | Vinicius Lanza         | Brasil                     | 50.11   | Q                |
| 8         | 5       | 3    | Dylan Carter           | Trinidad e Tobago          | 50.22   | Q,               |
| 9         | 5       | 6    | Nikola Miljenić        | Croácia                    | 50.23   | Q,               |
| 10        | 9       | 3    | Jakub Majerski         | Polónia                    | 50.40   | Q                |
| 11        | 9       | 4    | Chad le Clos           | África do Sul              | 50.47   | Q                |
| 12        | 9       | 2    | Antani Ivanov          | Bulgária                   | 50.49   | Q                |
| 13        | 8       | 5    | Tomoe Hvas             | Noruega                    | 50.51   | Q                |
| 14        | 8       | 2    | Simon Bucher           | Áustria                    | 50.53   | Q                |
| 14        | 8       | 3    | Michele Lamberti       | Itália                     | 50.53   | Q                |
| 16        | 8       | 4    | Tom Shields            | Estados Unidos             | 50.57   | Q                |
| 17        | 9       | 5    | Marcin Cieślak         | Polónia                    | 50.79   |                  |
| 18        | 7       | 2    | José Ángel Martínez    | México                     | 50.80   |                  |
| 19        | 7       | 6    | Roman Shevliakov       | Federação Russa de Natação | 50.87   |                  |
| 20        | 6       | 7    | Sun Jiajun             | China                      | 50.92   |                  |
| 21        | 9       | 7    | Jan Šefl               | Chéquia                    | 50.99   |                  |
| 22        | 9       | 9    | Armin Evert Lelle      | Estónia                    | 51.10   |                  |
| 23        | 8       | 6    | Grigori Pekarski       | Bielorrússia               | 51.22   |                  |
| 24        | 5       | 2    | Adilbek Mussin         | Cazaquistão                | 51.23   | Recorde nacional |
| 25        | 7       | 5    | Szebasztián Szabó      | Hungria                    | 51.25   |                  |
| 26        | 8       | 8    | Edward Mildred         | Reino Unido                | 51.26   |                  |
| 27        | 8       | 7    | Daniel Zaitsev         | Estónia                    | 51.30   |                  |
| 28        | 6       | 3    | Wang Changhao          | China                      | 51.32   |                  |
| 28        | 6       | 8    | Santiago Grassi        | Argentina                  | 51.32   | Recorde nacional |
| 30        | 9       | 0    | Deividas Margevičius   | Lituânia                   | 51.57   |                  |
| 31        | 5       | 9    | Sajan Prakash          | Índia                      | 51.61   | Recorde nacional |
| 32        | 8       | 0    | Fernando da Silva      | Portugal                   | 51.64   |                  |
| 33        | 8       | 1    | Michael Andrew         | Estados Unidos             | 51.69   |                  |
| 34        | 7       | 7    | Leonardo Coelho Santos | Brasil                     | 51.73   |                  |
| 35        | 8       | 9    | Brendan Hyland         | Irlanda                    | 51.79   |                  |
| 36        | 4       | 3    | Mehrshad Afghari       | Irão                       | 51.87   | Recorde nacional |
| 37        | 6       | 2    | Ádám Halás             | Eslováquia                 | 51.95   |                  |
| 38        | 7       | 9    | Louis Croenen          | Bélgica                    | 52.11   |                  |
| 39        | 7       | 8    | Ramon Klenz            | Alemanha                   | 52.15   |                  |
| 40        | 6       | 1    | Moon Seung-woo         | Coreia do Sul              | 52.36   |                  |
| 41        | 5       | 5    | Navaphat Wongcharoen   | Tailândia                  | 52.50   | Recorde nacional |
| 42        | 1       | 8    | Eldor Usmonov          | Uzbequistão                | 52.53   |                  |
| 43        | 7       | 0    | Thomas Verhoeven       | Países Baixos              | 52.60   |                  |
| 44        | 6       | 9    | Thomas Piron           | França                     | 52.66   |                  |
| 45        | 4       | 5    | Ben Hockin             | Paraguai                   | 52.86   |                  |
| 46        | 5       | 7    | Jorge Otaiza           | Venezuela                  | 52.93   |                  |
| 47        | 4       | 4    | Denys Kesil            | Ucrânia                    | 52.96   |                  |
| 48        | 5       | 1    | Alberto Puertas        | Peru                       | 52.98   |                  |
| 49        | 5       | 4    | Waleed Abdulrazzaq     | Kuwait                     | 53.22   |                  |
| 50        | 5       | 8    | Glenn Victor Sutanto   | Indonésia                  | 53.32   |                  |
| 51        | 1       | 1    | Jesse Ssengonzi        | Uganda                     | 53.64   | Recorde nacional |
| 52        | 5       | 0    | Ho Tin Long            | Hong Kong                  | 53.66   |                  |
| 53        | 4       | 2    | Steven Aimable         | Senegal                    | 53.69   |                  |
| 54        | 3       | 1    | Carlos Vásquez         | Honduras                   | 53.91   | '                |
| 55        | 4       | 1    | Samy Boutouil          | Marrocos                   | 53.93   |                  |
| 56        | 4       | 6    | Yousuf Al-Matrooshi    | Emirados Árabes Unidos     | 54.22   |                  |
| 57        | 3       | 6    | José Quintanilla       | Bolívia                    | 54.38   |                  |
| 58        | 3       | 2    | Ramil Valizade         | Azerbaijão                 | 54.39   |                  |
| 59        | 3       | 9    | Denzel González        | República Dominicana       | 54.43   | Recorde nacional |
| 60        | 2       | 4    | Seggio Bernardina      | Curaçau                    | 54.45   |                  |
| 61        | 3       | 3    | Luis Vega Torres       | Cuba                       | 54.46   |                  |
| 62        | 4       | 0    | Tomàs Lomero           | Andorra                    | 54.48   | Recorde nacional |
| 63        | 3       | 8    | Hồ Nguyễn Duy Khoa     | Vietname                   | 54.63   |                  |
| 64        | 3       | 5    | Salvador Gordo         | Angola                     | 54.99   |                  |
| 65        | 4       | 9    | Ziyad Al-Salous        | Jordânia                   | 55.14   |                  |
| 66        | 3       | 7    | Mathieu Bachmann       | Seicheles                  | 55.43   |                  |
| 67        | 1       | 6    | Mathew Bennici         | Camboja                    | 55.60   | Recorde nacional |
| 68        | 4       | 7    | Yousif Bu Arish        | Arábia Saudita             | 55.65   |                  |
| 69        | 3       | 4    | Cherantha de Silva     | Sri Lanka                  | 56.33   |                  |
| 70        | 3       | 0    | Tameea Elhamayda       | Catar                      | 56.61   |                  |
| 71        | 1       | 7    | Liam Henry             | Ilhas Caimã                | 56.62   |                  |
| 72        | 2       | 6    | Finau Ohuafi           | Tonga                      | 57.13   |                  |
| 73        | 2       | 1    | Batmönkhiin Jürmed     | Mongólia                   | 57.20   |                  |
| 74        | 2       | 2    | Johnpaul Balloqui      | Gibraltar                  | 57.54   |                  |
| 75        | 2       | 3    | Collins Saliboko       | Tanzânia                   | 58.08   |                  |
| 76        | 2       | 7    | Belly-Cresus Ganira    | Burundi                    | 58.48   |                  |
| 77        | 2       | 5    | Stefan Cvetkoski       | Macedônia do Norte         | 58.91   |                  |
| 78        | 2       | 8    | Raekwon Noel           | Guiana                     | 1:00.25 |                  |
| 79        | 1       | 5    | Kinley Lhendup         | Butão                      | 1:01.07 |                  |
| 80        | 1       | 2    | Azhar Abbas            | Paquistão                  | 1:02.35 |                  |
| 80        | 1       | 3    | Fakhriddin Madkamov    | Tajiquistão                | 1:02.35 |                  |
| 82        | 2       | 9    | Tilahun Malede         | Etiópia                    | 1:09.15 |                  |
| 83        | 2       | 0    | ElhadjN'Gnane Diallo   | Guiné                      | 1:12.52 |                  |
| 84        | 4       | 8    | Philip Adejumo         | Nigéria                    | DNS     |                  |
| 84        | 6       | 0    | Jaouad Syoud           | Argélia                    | DNS     |                  |
| 84        | 6       | 5    | Hugo González          | Espanha                    | DNS     |                  |
| 84        | 9       | 6    | Teong Tzen Wei         | Singapura                  | DNS     |                  |
| 84        | 1       | 4    | Mahmoud Abu Gharbieh   | Palestina                  | DNS     |                  |

### Semifinal
A semifinal ocorreu dia 17 de dezembro.
| Colocação | Bateria | Raia | Nadador          | Nacionalidade              | Tempo | Notas            |
| --------- | ------- | ---- | ---------------- | -------------------------- | ----- | ---------------- |
| 1         | 1       | 5    | Matteo Rivolta   | Itália                     | 49.07 | Q                |
| 2         | 2       | 7    | Chad le Clos     | África do Sul              | 49.56 | Q                |
| 3         | 2       | 5    | Youssef Ramadan  | Egito                      | 49.60 | Q,               |
| 4         | 2       | 4    | Noè Ponti        | Suíça                      | 49.62 | Q                |
| 5         | 1       | 2    | Jakub Majerski   | Polónia                    | 49.65 | Q                |
| 6         | 1       | 1    | Simon Bucher     | Áustria                    | 49.70 | Q,               |
| 7         | 1       | 8    | Tom Shields      | Estados Unidos             | 49.76 | Q                |
| 8         | 1       | 4    | Andrey Minakov   | Federação Russa de Natação | 49.79 | Q                |
| 9         | 1       | 6    | Dylan Carter     | Trinidad e Tobago          | 49.87 | Recorde nacional |
| 10        | 2       | 6    | Vinicius Lanza   | Brasil                     | 49.97 |                  |
| 11        | 2       | 3    | Nyls Korstanje   | Países Baixos              | 50.11 |                  |
| 12        | 2       | 8    | Michele Lamberti | Itália                     | 50.12 |                  |
| 13        | 2       | 1    | Tomoe Hvas       | Noruega                    | 50.13 |                  |
| 14        | 1       | 3    | Joshua Liendo    | Canadá                     | 50.29 |                  |
| 15        | 1       | 7    | Antani Ivanov    | Bulgária                   | 50.30 |                  |
| 16        | 2       | 2    | Nikola Miljenić  | Croácia                    | 50.58 |                  |

### Final
A final foi realizada em 18 de dezembro.
| Colocação         | Raia | Nadador         | Nacionalidade              | Tempo | Notas            |
| ----------------- | ---- | --------------- | -------------------------- | ----- | ---------------- |
| Medalha de ouro   | 4    | Matteo Rivolta  | Itália                     | 48.87 |                  |
| Medalha de prata  | 5    | Chad le Clos    | África do Sul              | 49.04 |                  |
| Medalha de bronze | 8    | Andrey Minakov  | Federação Russa de Natação | 49.21 |                  |
| 4                 | 3    | Youssef Ramadan | Egito                      | 49.50 | Recorde nacional |
| 5                 | 6    | Noè Ponti       | Suíça                      | 49.59 |                  |
| 6                 | 1    | Tom Shields     | Estados Unidos             | 49.80 |                  |
| 7                 | 7    | Simon Bucher    | Áustria                    | 49.82 |                  |
| 8                 | 2    | Jakub Majerski  | Polónia                    | 49.89 |                  |

Legenda
| Recorde mundial       | Recorde mundial (World record)               |                       | Recorde africano                      | Recorde africano (African) |                                           | Q | Classificado por posição (Qualified) |
| Recorde do campeonato | Recorde do campeonato (Championship record)  | Recorde da América    | Recorde da América (Americas)         | q                          | Classificado por melhor tempo (Qualified) |   |                                      |
| Melhor marca do ano   | Melhor marca do ano (World leading)          | Recorde asiático      | Recorde asiático (Asian)              | DNS                        | Não largou (Did not start)                |   |                                      |
| Recorde nacional      | Recorde nacional (National record)           | Recorde europeu       | Recorde europeu (European)            | DNF                        | Não terminou (Did not finish)             |   |                                      |
| Recorde pessoal       | Recorde pessoal do atleta (Personal best)    | Recorde da Oceania    | Recorde da Oceania (Oceania)          | DSQ / DQ                   | Desclassificado (Disqualified)            |   |                                      |
| Recorde da temporada  | Recorde da temporada do atleta (Season best) | Recorde sul-americano | Recorde sul-americano (South America) | NM                         | Sem marca (No mark)                       |   |                                      |